# 東インド

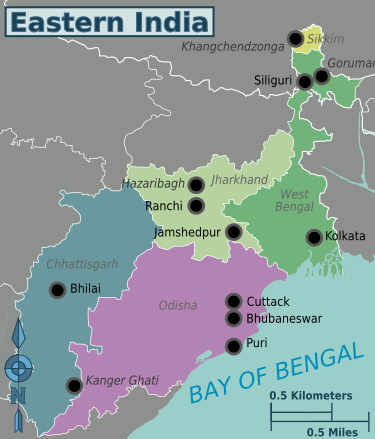
東インドの地域図（古い地図で、右上の飛び地のような地域は現在北東インドと呼ばれる）

インド政府内務省が定める六地域の内の東インド（右の薄青色の地域）。

東インド (ひがしインド、ヒンディー語:पूर्वी भारत、ベンガル語:পূর্ব ভারত）は、インド政府内務省が定めているインドの北・南・東・中央・西インドからなる六地域の一つで、同国の東にある地域を指す。

## 概要
インド内務省東地域会議（Eastern Zonal Council）によれば、ビハール州、ジャールカンド州、オリッサ州、西ベンガル州、および連邦直轄領のアンダマン・ニコバル諸島が属する。ここはかつてマガダ国があった地域で、東部インド・アーリア語群に属する言葉を使っている。
最大の都市は、コルカタである。

## 参照項目
インド内務省が定めるインドの六地域：
- 北インド
- 中央インド
- 西インド
- 南インド
- 東インド (このページ)
- 北東インド